# 5840 Raybrown
5840 Raybrown este un asteroid din centura principală de asteroizi.

## Descriere
5840 Raybrown este un asteroid din centura principală de asteroizi. A fost descoperit pe 28 iulie 1978 la Bickley de Observatorul din Perth. El prezintă o orbită caracterizată de o semiaxă mare de 2,75 ua, o excentricitate de 0,11 și o înclinație de 3,4° în raport cu ecliptica.